# Índias Ocidentais Dinamarquesas
As Índias Ocidentais Dinamarquesas (em dinamarquês:  Dansk Vestindien), ou Antilhas Dinamarquesas, foram uma antiga colônia dinamarquesa localizada no Caribe, compostas pelas ilhas de São Tomás (83 km2), São João (49 km2) e Santa Cruz (220 km2). Jomfruøerne (Ilhas Virgens) era o nome geográfico em dinamarquês para as ilhas. Em 1917 os Estados Unidos compraram essas ilhas que atualmente constituem as Ilhas Virgens Americanas.

## História
A Companhia Dinamarquesa das Índias Ocidentais anexou a ilha desabitada de São Tomás em 1672 e São João em 1675. Em 1733, Santa Cruz foi comprada a partir da Companhia Francesa das Índias Ocidentais. Quando a Companhia foi à falência em 1755, o rei do Reino da Dinamarca e Noruega assumiu o controle direto das três ilhas. As Índias Ocidentais Dinamarquesas foram ocupadas pelo Reino Unido entre 1801 e 1802 e entre 1807 e 1815, durante as Guerras Napoleônicas.
A intenção da colonização dinamarquesa nas Índias Ocidentais era explorar o lucrativo comércio triangular, envolvendo a exportação de armas de fogo e outros bens manufaturados para a África em troca de escravos que eram então transportados para o Caribe para trabalhar nas plantações de cana-de-açúcar. A fase final desse comércio era a exportação de cargas de açúcar e rum para a Dinamarca. A economia das Índias Ocidentais Dinamarquesas era dependente da escravidão. Depois de uma rebelião, a escravidão foi oficialmente abolida em 1848, levando ao colapso econômico perto das plantações.
O governador-geral Peter von Scholten, em 3 de julho de 1848, emancipa todos os escravos restantes nas Índias Ocidentais Dinamarquesas.
Em 1852, a venda da colônia, cada vez mais inútil, foi debatida pela primeira vez no Parlamento dinamarquês. A Dinamarca tentou várias vezes vender ou trocar as Índias Ocidentais Dinamarquesas durante o final do século XIX e início do século XX, para os Estados Unidos e para o Império Alemão, respectivamente. As ilhas foram eventualmente vendidas por 25 milhões de dólares aos Estados Unidos, que assumiram a administração em 31 de março de 1917, renomeando as ilhas para Ilhas Virgens dos Estados Unidos.